# Glaucidium passerinum
Glaucidium passerinum là một loài chim trong họ Strigidae.

## Hình ảnh

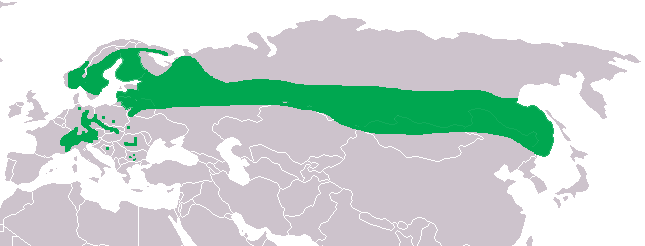
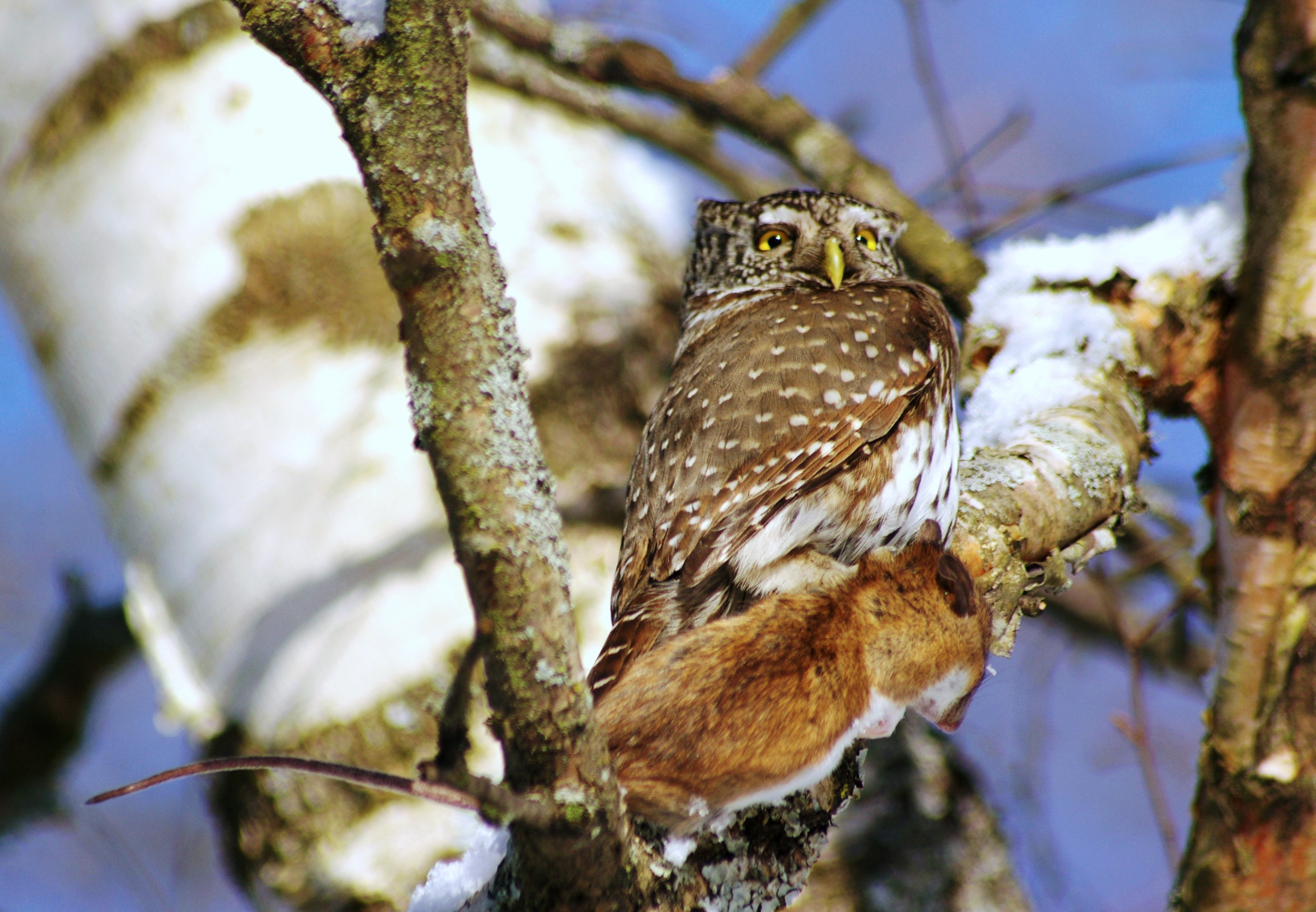
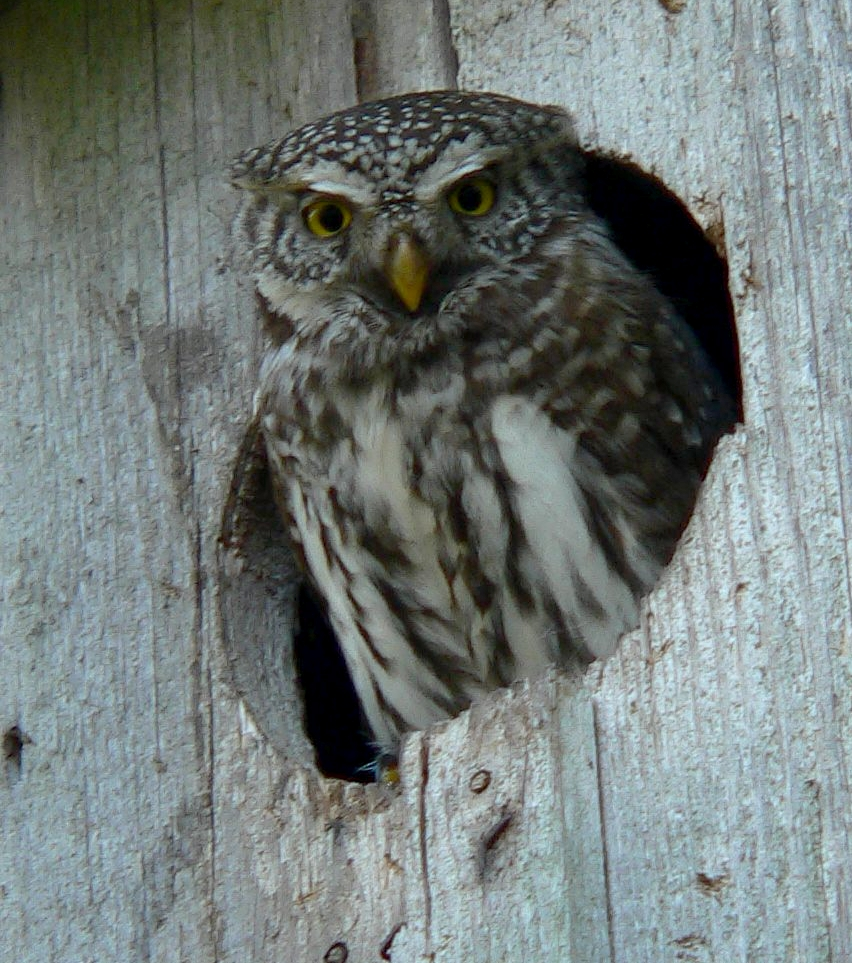
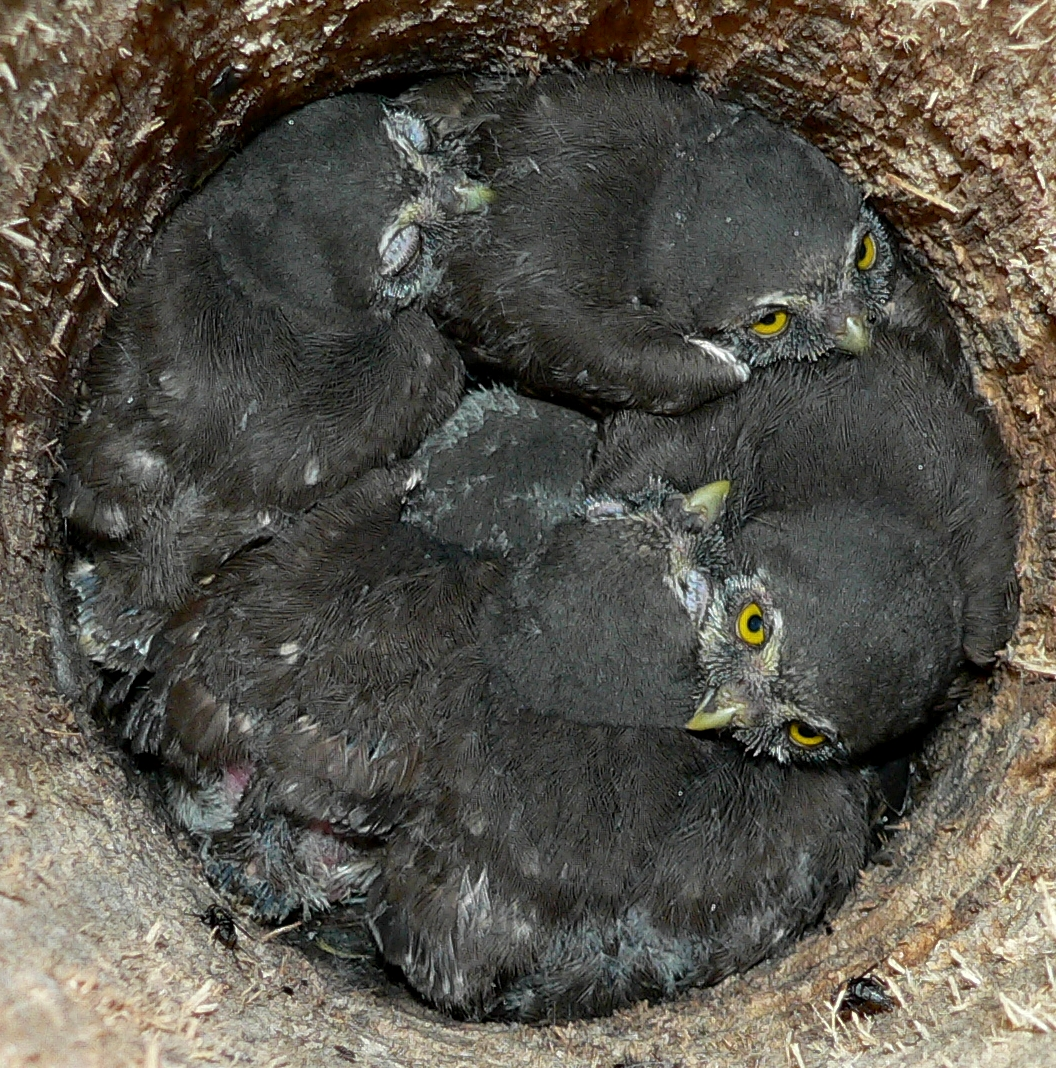
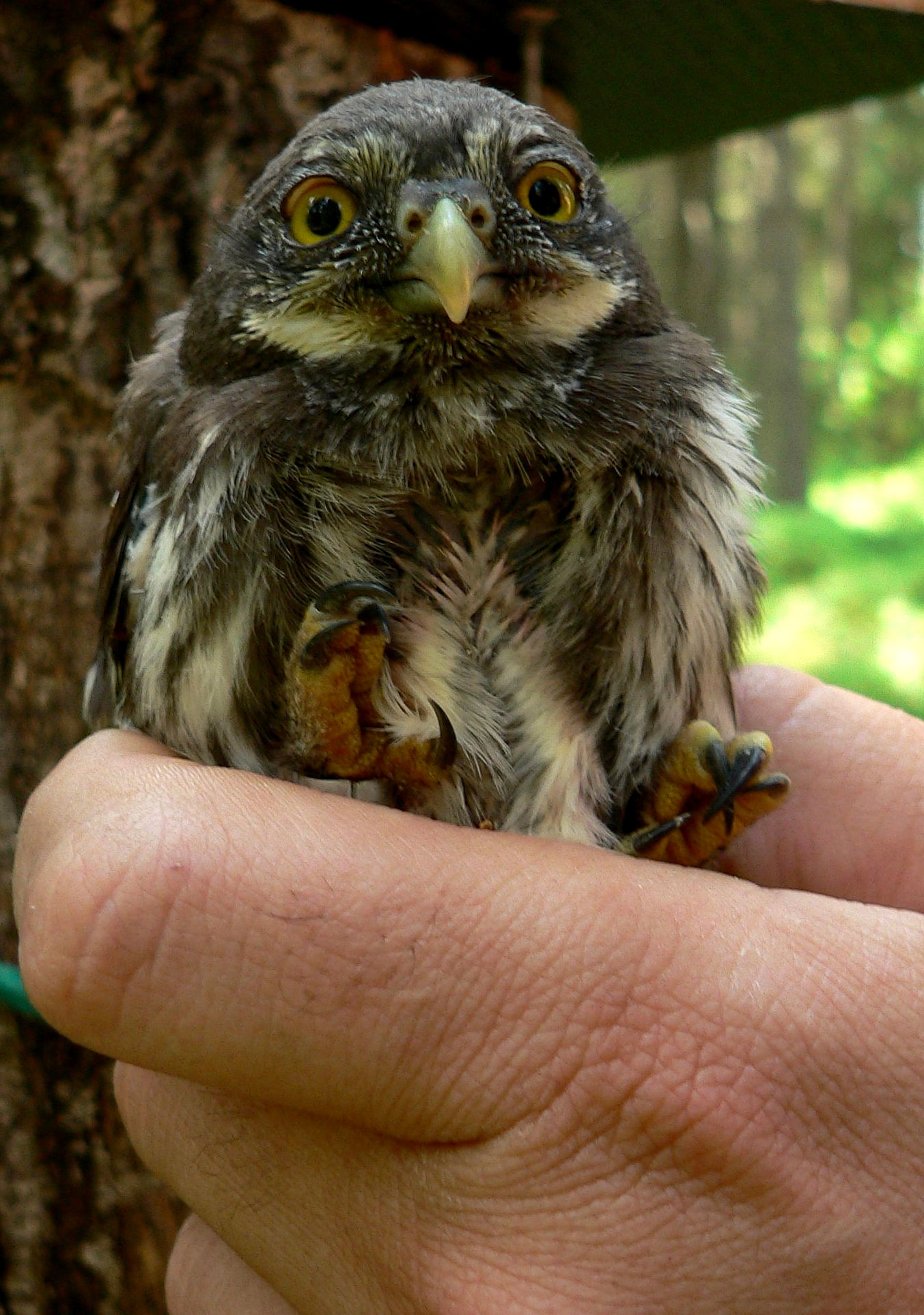
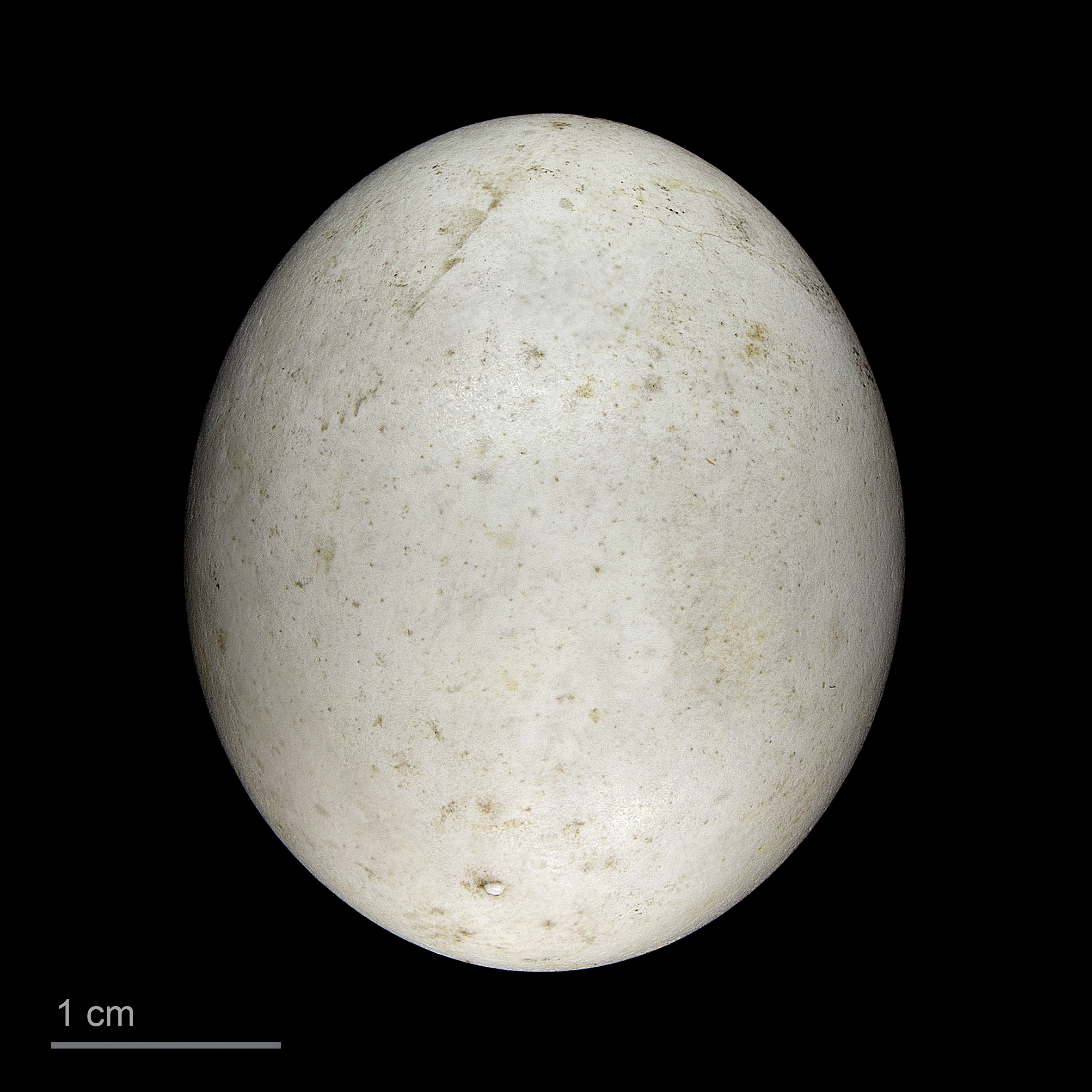
Museum specimen